# E. Michael Jones
Eugene Michael Jones, född 4 maj 1948 i Philadelphia, Pennsylvania, USA, är en amerikansk författare, före detta professor, mediakommentator och redaktör för tidskriften Culture Wars (tidigare Fidelity Magazine). Jones är känd för att skriva från ett perspektiv som försvarar den Katolska kyrkan i det amerikanska samhället och ger en översikt över de katolska gemenskapernas nedgång och assimilering in i den sekulära amerikanska mittfåran efter 1950-talet.
Enligt de amerikanska organisationerna Anti-Defamation League och Southern Poverty Law Center är Jones antisemit.